# Palácio de Frederiksberg

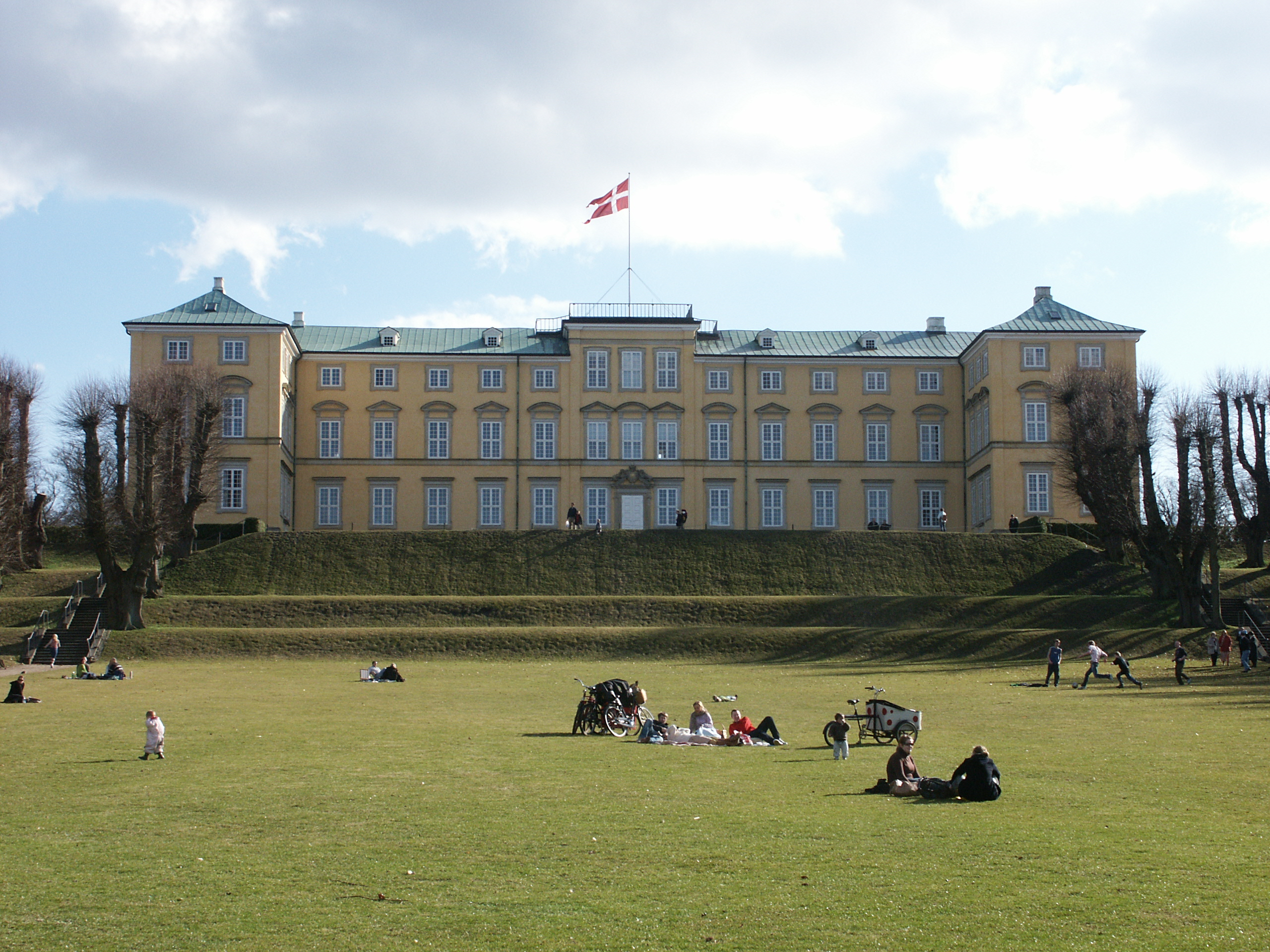
Palácio de Frederiksberg, Dinamarca

O Palácio de Frederiksberg (Frederiksberg Slot, em dinamarquês) está localizado em Frederiksberg, na Dinamarca. Foi construído entre 1700 e 1735, e serviu de residência de verão da família real dinamarquesa.